# Graphite-Epoxy Motor
Pour les articles homonymes, voir GEM.
Graphite-Epoxy Motor (GEM) en français (Moteur en Époxy Graphite) est une famille de propulseurs d'appoint à propergol solide avec une enveloppe en polymère renforcé de fibres de carbone qui sont utilisés par plusieurs types de lanceurs américains. Ils sont fabriqués par Northrop Grumman depuis le rachat d'Orbital ATK. Plusieurs versions sont fabriquées dont la plus puissante a une poussée de l'ordre de 200 tonnes (2 000 kN). Le propergol solide utilisé est du polybutadiène hydroxytéléchélique. Les propulseurs d'appoint GEM sont utilisés par les lanceurs Delta II, Delta III, Delta IV et Atlas V, et dans le futur par le lanceur Vulcan qui doit leur succéder. Il fut également proposé pour le projet (abandonné) de lanceur d'Orbital ATK OmegA.

## Versions

### GEM-40
La version GEM-40 est un propulseur à propergol solide de 40 pouces de diamètre (~1 m) utilisé sur la Delta II qui en comporte 3, 4 ou 9. Si le lanceur utilise 3 ou 4 GEM-40, ils seront tous allumés dès la mise à feu, sinon 6 sont allumés puis les 3 restants 60 s après. Le GEM-40 possède une tuyère fixe inclinée à 10°. Le premier vol de cette version a eu lieu en 1990 sur la fusée Delta II 7925.

### GEM-46
La version GEM-46 est un propulseur à propergol solide de 46 pouces de diamètre (~1,2 m) qui a été conçu pour la Delta III qui possède un système permettant d'avoir un contrôle sur la poussée vectorielle grâce à un ajustement de tuyère de ~5°. Les 9 GEM-46 fonctionnent comme la version GEM-40.

### GEM-60
La version GEM-60 est un propulseur à propergol solide de 60 pouces de diamètre (~1,5 m) qui a été conçu pour la Delta IV Medium + et qui en utilise 2 ou 4. Lui aussi possède une tuyère inclinable à ~5°. Son premier vol fut réalisé en novembre 2002.

### GEM-63 et GEM-63 XL
La version GEM-63 est un propulseur à propergol solide de 63 pouces de diamètre (~1,6 m) qui a été conçu pour l'Atlas V en remplacement de l'AJ-60A du constructeur Aerojet Rocketdyne. Le GEM-63 est deux fois moins coûteux et plus puissant. Il s'agit d'une des actions entreprises pour faire face à la concurrence de la Falcon 9 commercialisée à des prix beaucoup plus faibles que les lanceurs traditionnels. Le GEM-63 a été utilisé pour la première fois en vol pour le lancement de la mission classifiée USA-310 en décembre 2020. Ce  propulseur d'appoint a une poussée de  2 000 kN. Il est long de 17 mètres (20 mètres avec sa tuyère) et son diamètre est de 1,6 mètre. Une évolution de ce propulseur d'appoint, le GEM-63XL, plus long de 1,5 mètre est utilisé pour propulser le lanceur Vulcan remplaçant de l'Atlas V,.

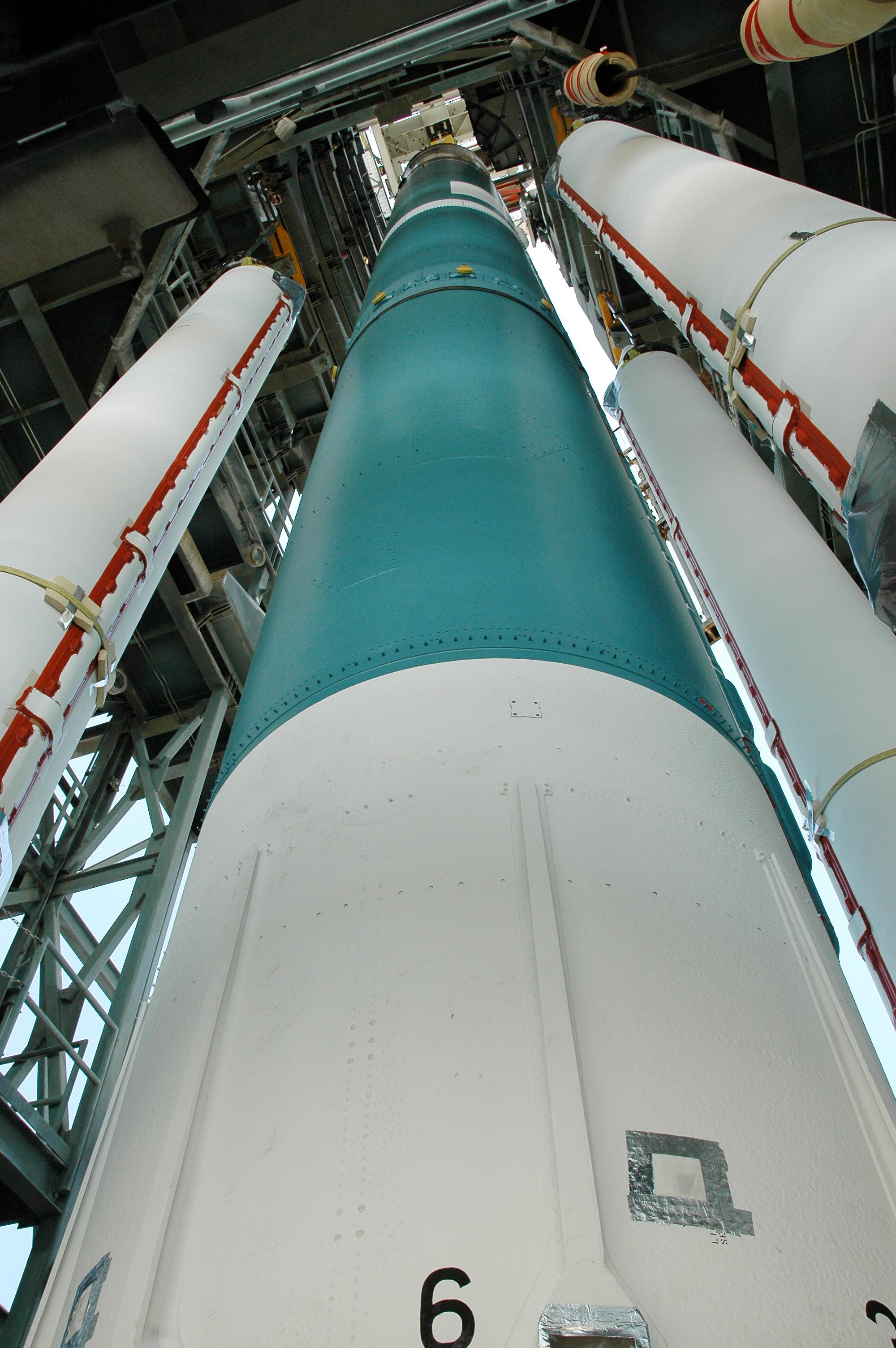
Vue de 3 GEM-40 d'une Delta II.
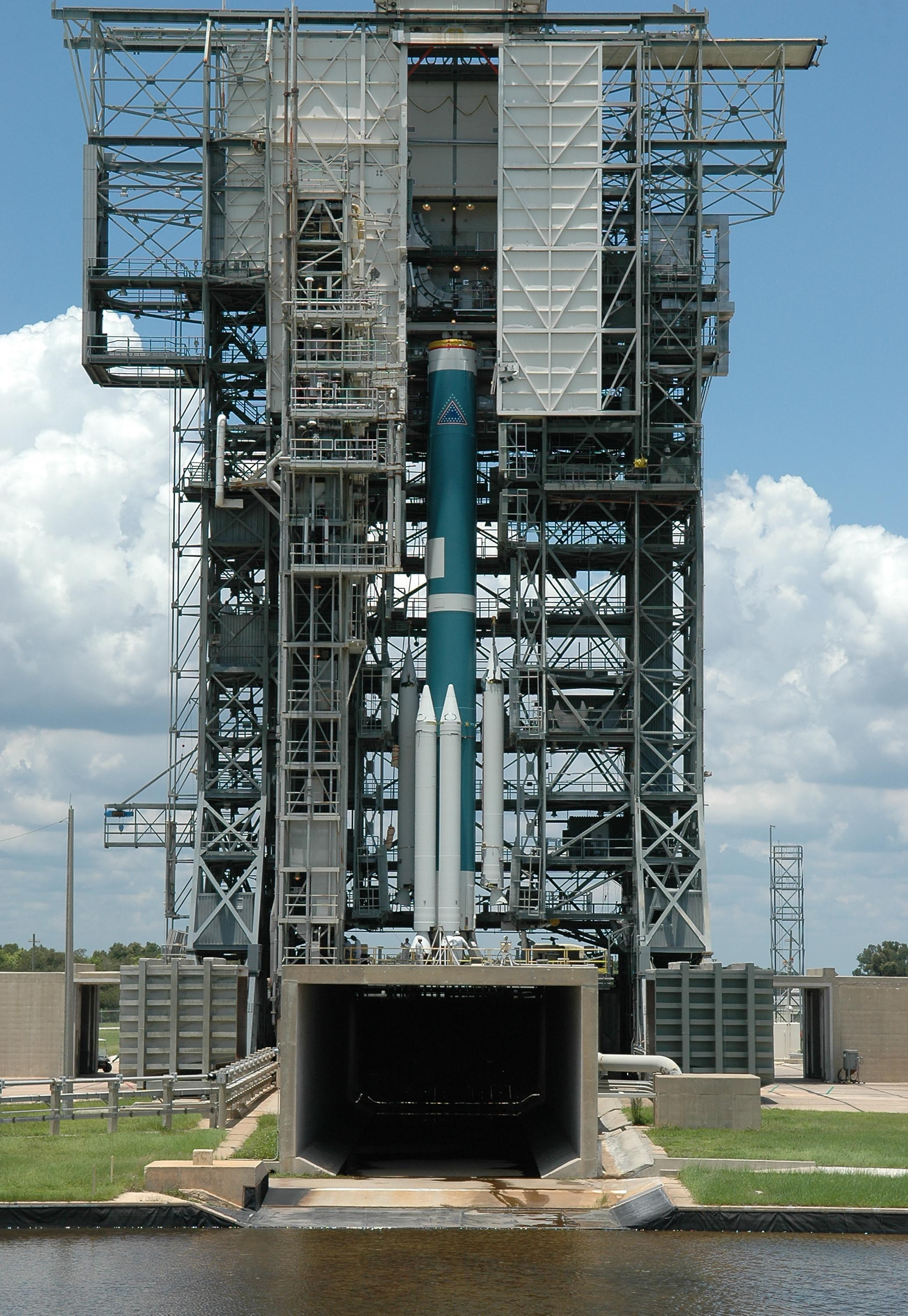
Vue de loin des GEM-40 d'une Delta II.
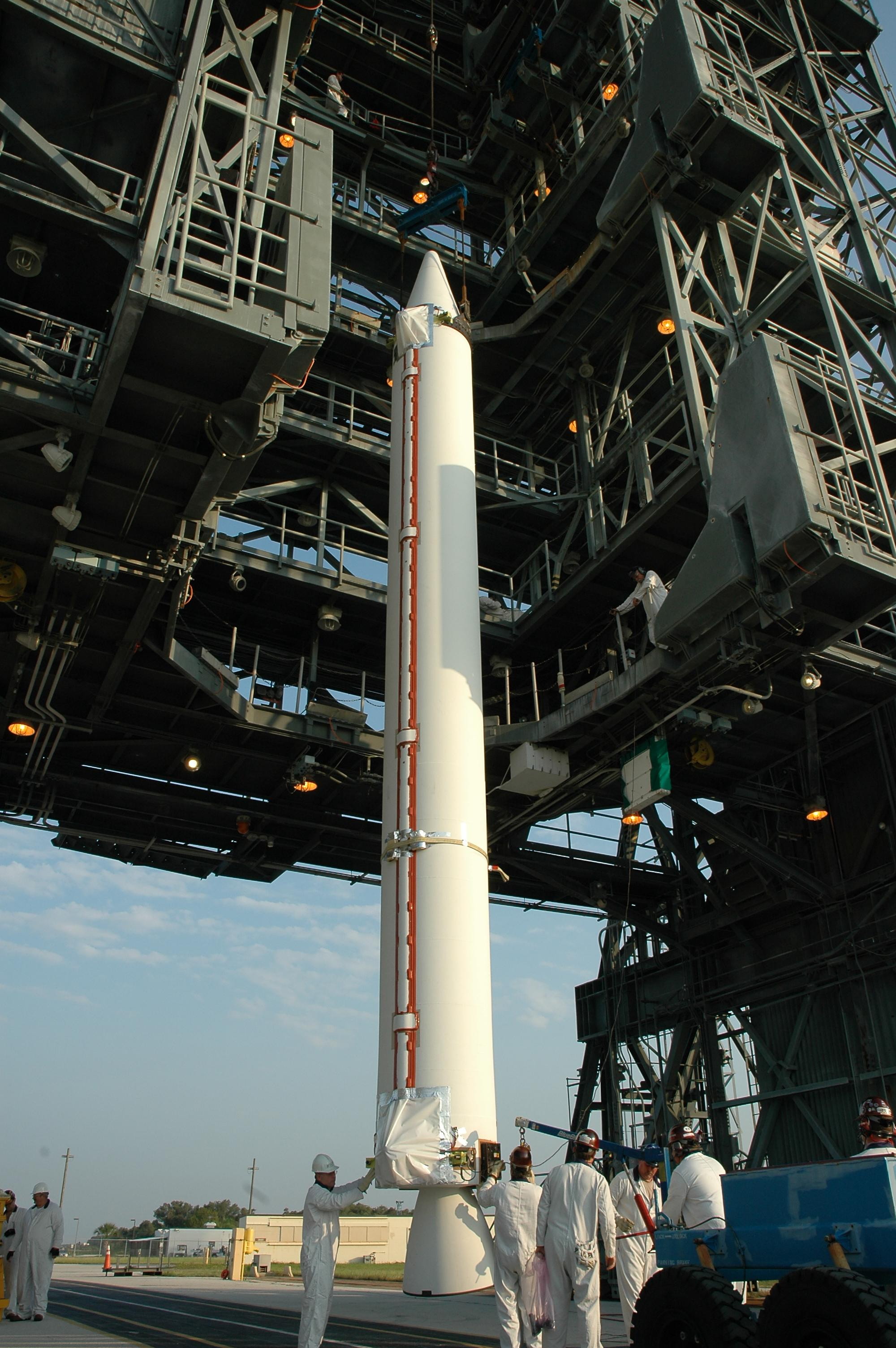
Vue d'un GEM-46 de la Delta II 7925H.
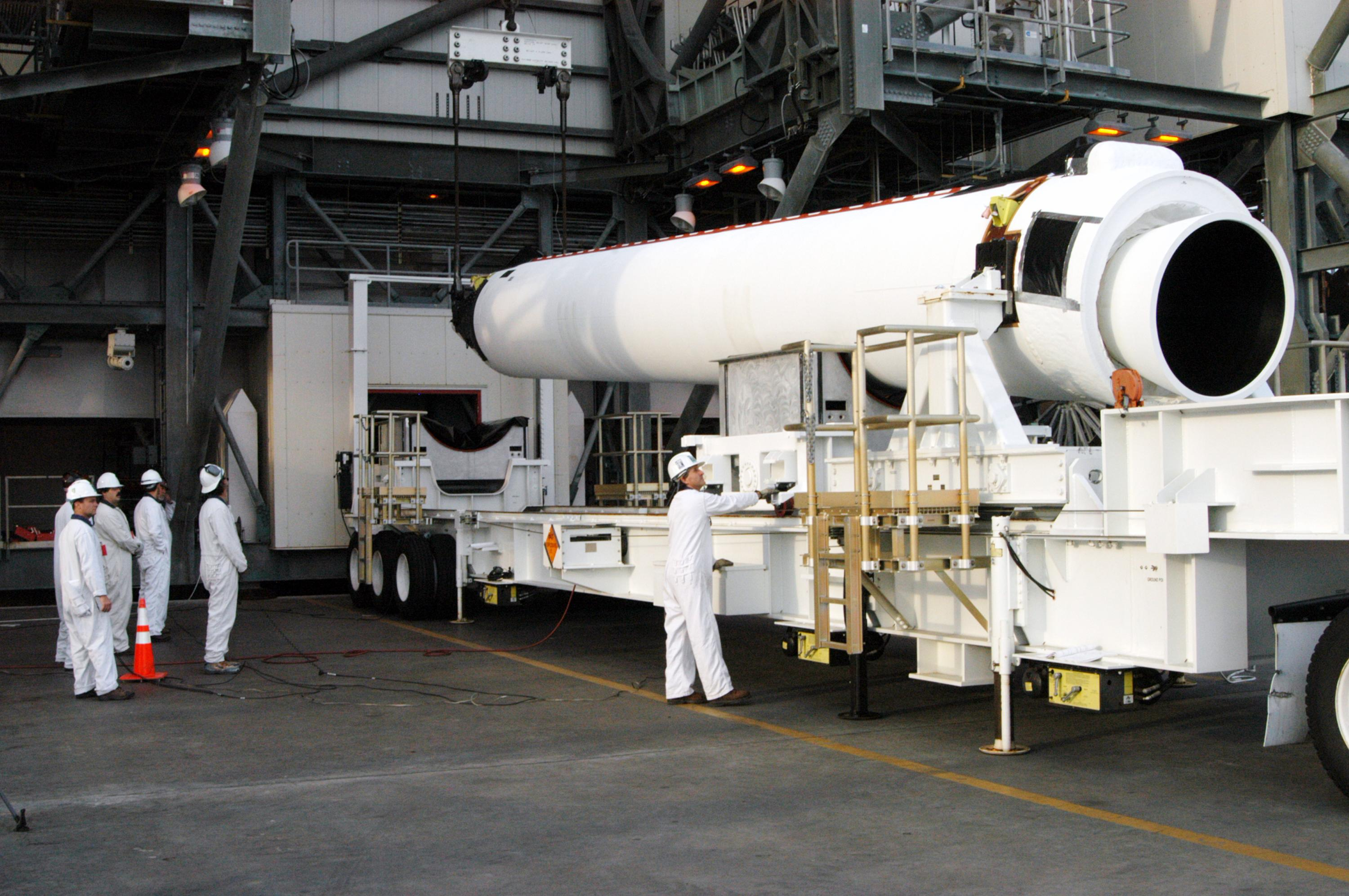
Vue d'un GEM-60 d'une Delta IV.